# Kim Hyung-jun
Dans ce nom coréen, le nom de famille, Kim, précède le nom personnel.
Kim Hyung Jun (Hangeul : 김형준 ; Hanja : 金亨俊), né le 3 août 1987 à Séoul, est un chanteur et danseur sud-coréen, occasionnellement acteur et mannequin. Il est un membre du boys band SS501.
Hyung Jun a récemment commencé une carrière d'acteur fin d'année 2011 dans la série télévisée Glowing She, avec l'actrice So Yi Hyun qui a joué dans Heartstrings.

## Biographie
Kim a fait ses études à l'université de Dongguk à Séoul, avec un de ses partenaires de SS501, Park Jung-min, ainsi qu'à la Kyonggi University à Suwon. Son petit frère, Kim Ki Bum, fait partie du groupe U-KISS. Il vécut quelques années en Australie avec sa famille.

### Débuts
Il a fait ses débuts de chanteur dans le groupe SS501, le 8 juin 2005. Étant le plus jeune membre du boys band, il est souvent désigné comme bébé ou maknae (jeune homme).
Kim, avec les SS501 sauf Heo Young-saeng qui se remettait de son opération du larynx, a donné sa voix pour la version coréenne du dessin animé Festin de requin, en 2006.
En 2008, comme Park Jung-min joue dans la comédie musicale Grease, et Kim Hyun-joong dans la série télévisée Boys Over Flowers, l'album des SS501 qui devait sortir fin d'année 2008, est repoussé à juillet 2009. Une sous-unité est donc formée, du nom de Triple S, dans laquelle on trouve Heo Young-saeng, Kim Kyu-jong et Kim Hyung Jun. Ils abandonnent rapidement ce nom pensant n'être que 5 membres ne faisant qu'un, peu importe les conséquences. Ils continuent donc sous le nom de SS501 et sortent le 25 novembre 2008 un mini-album appelé Ur Man. Le trio SS501 remporte plusieurs trophées (les premiers trophées de l'année 2009). Après avoir fini la promotion de Ur Man, Triple S s'attaque à 내 머리가 나빠서 (Because I'm stupid), qui est la bande originale de Boys Over Flowers. Cette chanson est très bien accueillie par les netizens à la suite du succès de la série. Ils gagnent le prix de « La Chanson du mois » (février), à la cérémonie du 32e Cyworld Digital Music Awards le 28 mars 2009, avec environ 110 000 téléchargements.

### Juin 2010: Arrêt du contrat avec la DSP Entertainment et continuation en solo
En juin 2010, à cause de l'expiration du contrat du groupe avec la DSP Entertaiment, les SS501 doivent se séparer. Tous les membres ont par la suite signé des contrats avec d'autres labels, et poursuivent donc chacun une carrière en solo, mais les cinq membres promettent de tout faire pour maintenir les activités du groupe.
En décembre 2010, il lance avec son frère HnBcompany, marque d'un personnage qu'ils ont créé, PiroPiro, un ours en peluche avec des cernes sous les yeux, qui représente les employés de bureau fatigué.
En janvier 2011, selon son site officiel japonais, il aurait signé un contrat avec la Avex Group pour continuer ses activités au Japon. Le 8 mars 2011, il sort son premier mini-album solo, My Girl, avec comme clips vidéos oH! aH! et My Girl. Park Jung-min est d'ailleurs venu rendre visite au chanteur pendant le tournage du clip My Girl. Une version japonaise de ce single est sortie le 6 avril 2011. En juin 2011, Kim Hyung Jun réalise des minis-concerts à Jakarta, Singapour et Hong Kong pour promouvoir son mini-album.
En octobre 2011, Kim fait ses débuts au théâtre dans la comédie musicale romantique Caffeine, où il interprète un barista.

### 2012: Comeback desSS501,Escape
Kim Hyun-joong, le leader, a annoncé lors d'une interview début 2012 que le groupe sera de retour avec une tournée et un nouvel album en fin d'année. En raison du départ de Kim Kyu-jong pour son service militaire, le comeback est repoussé à plus tard, aucune date fixe n'a été révélée.
En juillet 2012, Kim Hyung Jun révèle son nouvel album coréen, intitulé Escape, avec la chanson titre Sorry, I'm Sorry, sortie le 8 juillet 2012.

## Discographie

### Solos
- 2007 : さよならができない (Sayonara ga Dekinai) - Kokoro
- 2008 : Ur Man - paroles écrites par Kim Hyung Jun
- 2009 : Hey G - (SS501 Solo Collection)
- 2009 : 화성남자 금성여자 (Men from Mars, Women from Venus) - single digital
- 2011 : My Girl
- 2012 : Sorry, I'm Sorry

| Année | Informations sur l'album | Liste des titres |
| ----- | --- | --- |
| 2011  | My Girl - Sortie : 8 mars 2011 - Label : - S-Plus Entertainment - Avex Group - Format : Mini-album - Genre : K-pop - Langage : Coréen | 1. Angel (feat E-Tribe) 2. oH! aH! 3. My Girl 4. 다른 여자 말고 너 (No Other Girls Besides You) (feat DOK2) 5. Heaven 6. oH! aH! (instrumental) 7. My Girl (instrumental) |

| Année | Informations sur l'album                                                                                                 | Liste des titres |
| ----- | --- | --- |
| 2012  | Escape - Sortie : 9 juillet 2012 - Label : S-Plus Entertainment - Format : Mini-album - Genre : K-pop - Langage : Coréen | 1. Intro (I’m) 2. Sorry I’m Sorry 3. Just Let It Go 4. 잘못 걸었어 (Got It Wrong) [Feat. JQ] 5. 나쁜 남자라서 (Bad Guy Thing) Version japonaise, bonus tracks 1. Sorry I’m Sorry (Jap. Ver.) 2. Callin' [Feat. JQ] 3. Sweet, Everyday 4. A Song Calling For You (Kor. Ver., Solo Ver.) 5. A型の男 (A Kata no Otoko) (Kor. Ver.) CD+DVD Version bonus track 1. 뮤직비디오 + 뮤직비디오 메이킹 Clip-vidéo + Music Video Making 2. Escape Drama Version avec Lee Ki Wo et Kang Ji-hwan |

### Soundtracks
- 악녀일기 (Lonely Girl) avec Kim Kyu-jong - Bad Girls Diary Returns OST
- 이 밤이 지나가면 (Midnight Passes) - Lie to Me OST
- 갈팡질팡 (Indecisive) - Hooray For love OST (애정만만세) (MBC TV drama)

## Filmographie

### MC
- M!net : M! Countdown avec Park Jung-min – (9 juin 2005 au 13 octobre 2005)
- M!net : Hello Chat – (1er mai 2006 au 5 juin 2006)
- M!net : Ch 27 알부라리 (ALBRARY Ch 27) – (16 mars 2008 au 31 mars 2008)
- MTV : The M! avec Sunny (chanteur) – (13 février 2009 au 17 août 2009)
- MBC Dramanet : 식신원정대 (God of Cookery Expedition) – (5 juin 2009 au 31 juillet 2009)
- SBS : 출발! 녹색황금 (Green Gold) – (14 septembre 2009 au 19 octobre 2009)
- MBC : 오밤중의 아이들 (Midnight Idols) – (30 septembre 2010 au 5 novembre 2010)
- M!net : Mnet Wide News avec Lee Solji (22 juin 2011 – en ce moment)

### Télévision
- MBC game : Janvier 2010 à janvier 2011
- 2011 : Glowing She (ou She's Completely Insane) (série télévisée) : Kang Min (diffusée en janvier 2012 en Corée du Sud, avec l'actrice So Yi Hyun qui a joué dans Heartstrings)
- 2012 : I Love You (série télévisée) : Jung Min Chae[11]

### Dessin animé
- 2006 :  Festin de requin (version coréenne)

### Comédie(s) musicale(s)
- 2011 : Caffeine ; Un barista

### Sources
- (en) Cet article est partiellement ou en totalité issu de l’article de Wikipédia en anglais intitulé « Kim Hyung Jun » (voir la liste des auteurs).